# Chersodromia flavipes
Chersodromia flavipes is een vliegensoort uit de familie van de Hybotidae. De wetenschappelijke naam van de soort is voor het eerst geldig gepubliceerd in 1978 door Chvala.